# Fresne-Saint-Mamès
Fresne-Saint-Mamès là một xã thuộc tỉnh Haute-Saône trong vùng Bourgogne-Franche-Comté phía đông nước Pháp.